# Raphitoma pulchra
|  | Dieser Artikel wurde aufgrund von formalen oder inhaltlichen Mängeln in der Qualitätssicherung Biologie zur Verbesserung eingetragen. Dies geschieht, um die Qualität der Biologie-Artikel auf ein akzeptables Niveau zu bringen. Bitte hilf mit, diesen Artikel zu verbessern! Artikel, die nicht signifikant verbessert werden, können gegebenenfalls gelöscht werden. Lies dazu auch die näheren Informationen in den Mindestanforderungen an Biologie-Artikel. |

Raphitoma pulchra ist eine ausgestorbene Seeschneckenart aus der Familie der Raphitomidae.

## Beschreibung
Die Länge der Muschel erreicht bis zu 8 mm.

## Verbreitung
Fossilien dieser ausgestorbenen marinen Art wurden in miozänen Schichten in Aquitanien, Frankreich, gefunden.